# HMS Somerset (F82)
Pour les autres navires du même nom, voir HMS Somerset.
Pour les articles homonymes, voir F82.
Le HMS Somerset est une frégate de type 23 de la Royal Navy.

## Histoire
En 2007, les premiers essais de tir en mer du nouveau système automatisé du canon automatique 30 mm DS30M Mark 2 pour la Royal Navy britannique sont réalisés par le Somerset.
Le 18 février 2009, le Somerset quitte Devonport dans le cadre du déploiement Taurus 09. Il est accompagné du HMS Bulwark, du Ocean, du navire-jumeau Argyll et de quatre navires de la Royal Fleet Auxiliary.
En juin 2009, la frégate participe à l'exercice Bersama Shield avec l'Ocean et le RFA Wave Ruler au large de la péninsule malaise.
En mai 2010, il navigue pour l'opération Telic dans le cadre d'opérations d'embarquement et de protection des plates-formes pétrolières dans le golfe Persique.
Le 3 mai 2012, il commence une remise en état à Devonport, faite par Babcock International Group. Le radoub devait durer 9 mois. Il est présent à l'Exercice Joint Warrior de 2013. En janvier 2015, le Somerset prend part à la recherche de l'équipage du vraquier Cemfjord, immatriculé à Chypre, qui a chaviré dans le Pentland Firth.
Le 23 avril 2015, avec le HMC Valiant (en), un navire du HM Revenue and Customs, la frégate intercepte le remorqueur tanzanien Hamal en mer du Nord, à environ 100 miles au large d'Aberdeen, et saisit plus de trois tonnes de cocaïne, ce qui est la saisie la plus importante de drogue dure au Royaume-Uni.
À l'automne 2015, le Somerset effectue des patrouilles de sécurité lors de la réunion des chefs de gouvernement européens à Malte. En novembre 2015, il se rend à Valence. Pendant ce séjour, il reçoit une délégation présidée par Juan Carlos Valderrama Zurián, le représentant du gouvernement central pour la Communauté valencienne, puis un déjeuner pour remercier les représentants de diverses organisations caritatives des forces armées pour leur travail. En décembre 2015, il retourne au port après avoir effectué des tâches de garde au moment de la réunion des chefs de gouvernement du Commonwealth.
En mars 2016, alors que le destroyer russe Vice-amiral Koulakov, un pétrolier et un remorqueur pénètrent dans la zone économique exclusive du Royaume-Uni, ils sont interceptés et escortés par le Somerset.
Le Somerset est de nouveau chargé d'escorter un navire russe en mai 2017, il surveille le sous-marin de classe Kilo Krasnodar pendant qu'il traverse la Manche.